# 卡拉姆努里
卡拉姆努里（Kalamnuri），是印度马哈拉施特拉邦辛戈利县的一个城镇。总人口20627（2001年）。

## 人口
该地2001年总人口20627人，其中男性10704人，女性9923人；0—6岁人口3300人，其中男1691人，女1609人；识字率65.91%，其中男性为73.78%，女性为57.43%。